# NP少額短期保険
NP少額短期保険株式会社（エヌピーしょうがくたんきほけん）は日本の少額短期保険会社である。

## 概要
母体は2003年（平成15年）12月に設立し2004年（平成16年）4月から共済事業を行っていたNP共済。
少額短期保険業への転換へ向け、2007年（平成19年）10月に準備会社のNPインシュアランス株式会社を設立、2008年（平成20年）3月19日に少額短期保険業の登録が完了して現社名に変更した。
葬祭費用の負担軽減を目指した「葬祭費用あんしんプラン」を取り扱っている。死亡保険金は1口30万円で、1人につき最大3口まで加入できる。